# Kiselförbränning
Kiselförbränning är samlingsnamnet på fusionsprocesser i en massiv stjärna där kisel, svavel och andra atomer från syreförbränningen fusionerar till järn, nickel, krom, titan och andra tunga atomer med atomnummer ≤ 56. Kiselförbränning äger rum i stjärnor > 11 M☉ när de svällt upp till röda superjättar och startar när temperaturen når 3,3 miljarder K. En stor del av energin som frigörs vid kiselfusionen avgår i form av neutriner. Neutrinoutstrålningen frigör hela 7 000 000 gånger mer energi än värmeutstrålningen. Det gör att stjärnans förbränningshastighet ökar markant eftersom strålningstrycket, som förhindrar stjärnans kollaps, inte ökar i samma takt som förbränningen. Stjärnans kiselkärna förbränns snabbt och redan efter cirka 2 veckor är temperaturen i kärnan tillräckligt hög för att fusion av ännu tyngre ämnen skall påbörjas. När atomkärnor med fler än 56 nukleoner skapas så förbrukas energi vid fusionen, istället för att avges som tidigare, och stjärnan kollapsar i en supernovaexplosion.

## Kärnreaktioner

### Sönderfall
Temperaturen är så hög att kiselkärnorna splittras i en omvänd trippel-alfa-process.
28Si + γ →  24Mg + 4He

24Mg + γ →  20Ne + 4He

20Ne + γ →  16O + 4He

16O + γ → 12C + 4He

12C + γ → 8Be + 4He

8Be + γ → 4He + 4He 

### Fusion
Från sönderfallet frigörs 7 heliumkärnor (alfapartiklar). Dessa fusionerar med andra kiselkärnor till allt tyngre ämnen, i en fortsättning på trippel-alfa-processen, allt eftersom stjärnan blir hetare.
28Si + 4He → 32S + γ 

32S + 4He → 36Ar + γ 

36Ar + 4He → 40Ca + γ 

40Ca + 4He → 44Ti + γ 

44Ti + 4He → 48Cr + γ 

48Cr + 4He → 52Fe + γ 

52Fe + 4He → 56Ni + γ 

I det sista steget skapas den instabila föreningen nickel-56 som sönderfaller till kobolt-56 och sedan till järn-56.
56Ni (halveringstid 6 dagar) → 56Co + γ 

56Co (halveringstid 111 dagar) → 56Fe + γ 

## Fortsatt förbränning
När stjärnans temperatur överstiger 7,1 miljarder K så påbörjas fusionen av ämnen med fler än 56 nukleoner. När detta inträffar så åtgår energi för att smälta samman atomkärnorna. Resultatet blir att stjärnan kyls av och strålningstrycket som tidigare hindrat stjärnan från att kollapsa under sin egen massa minskar. Kärnan inleder ett fritt fall. Stjärnan skenar och exploderar i en supernovaexplosion och i den skapas alla ämnen i periodiska systemet. Under en kort period lyser supernovan med samma intensitet som en hel galax och mycket stora mängder neutriner avges. Kvar efter explosionen blir en nebulosa med en neutronstjärna i dess centrum. Nebulosan kommer under några år efter explosionen att lysa när tunga instabila atomkärnor, främst nickel-56 och kobolt-56, sönderfaller och avger fotoner. När en verkligt stor stjärna exploderar kan dess kärna kollapsa till ett svart hål.

Kurva över bindningsenergin per nukleon. Om resultatet av en fusion leder till ett ämne med 56 nukleoner eller färre så avges energi. När ämnen med fler än 56 nukleoner skapas åtgår energi.